# Mellicta boris
Mellicta boris är en fjärilsart som beskrevs av Hans Fruhstorfer 1917. Mellicta boris ingår i släktet Mellicta och familjen praktfjärilar. Inga underarter finns listade i Catalogue of Life.